# Marjiwka (hromada Onufrijiwka)
Marjiwka (ukr. Мар'ївка) – wieś na Ukrainie, w obwodzie kirowohradzkim, w rejonie aleksandryjskim, w hromadzie Onufrijiwka. W 2001 liczyła 298 mieszkańców.